# Luis Felipe Laverde Jiménez
Luis Felipe Laverde Jiménez (Urrao, Antioquia, 6 de juliol de 1979) és un ciclista colombià, professional des del 2002.
En el seu palmarès destaquen les participacions en el Giro d'Itàlia, en què ha aconseguit 2 victòries d'etapa en les diferents participacions.

## Palmarès
- 2001
  - Campió panamericà sub-23 en ruta
  - 1r a la Volta a Colòmbia sub-23
- 2003
  - Vencedor d'una etapa de la Setmana Ciclista Lombarda
- 2006
  - Vencedor d'una etapa del Giro d'Itàlia
- 2007
  - 1r al Gran Premi Nobili Rubinetterie
  - Vencedor d'una etapa del Giro d'Itàlia
- 2010
  - Vencedor d'una etapa de la Volta a Colòmbia
  -  Medalla de plata en la cursa en línia dels Jocs sud-americans
- 2011
  -  Medalla de bronze en la cursa en línia dels Campionats panamericans
- 2015
  - Vencedor d'una etapa de la Volta a Colòmbia
- 2017
  - Vencedor d'una etapa al Clásico RCN

### Resultats al Giro d'Itàlia
- 2002. 31è de la classificació general
- 2003. 30è de la classificació general
- 2004. 15è de la classificació general
- 2005. 44è de la classificació general
- 2006. 49è de la classificació general. Vencedor d'una etapa
- 2007. 36è de la classificació general. Vencedor d'una etapa
- 2008. 24è de la classificació general